# Mexicana Universal Estado de México
Mexicana Universal Estado de México (hasta 2016 llamado Nuestra Belleza Estado de México) es un concurso a nivel estatal en el Estado de México, México, que selecciona a la representante estatal rumbo al certamen nacional Mexicana Universal (antes llamado Nuestra Belleza México), aspirando así a representar al país a nivel internacional en alguna de las plataformas que se ofrecen.
La organización estatal ha logrado los siguientes resultados desde 1994:
- Ganadoras: 1 (1994)
- 1.ª Finalista: 1 (2011)
- 2.ª Finalista: 1 (2022)
- 3.ª Finalista: 1 (1997)
- Top 10/11/12: 1 (2013)
- Top 15/16: 3 (1999, 2009, 2021)
- Top 20/21: 1 (2003)
- Sin clasificación: 13 (1995, 1996, 1998, 2000, 2001, 2005, 2007, 2012, 2014, 2015, 2016, 2017, 2018)
- Ausencias: 6 (2002, 2004, 2006, 2008, 2010, 2019)

#### Reinas Nacionales
- Elizabeth Jiménez -  Reina de las Flores México 1998 (Designada)
- Luz María Zetina -  Nuestra Belleza México 1994

## Reinas Titulares
A continuación se presentan los nombres de las ganadoras anuales de Mexicana Universal Estado de México, enumeradas en orden ascendente, así como los resultados obtenidos durante el certamen nacional de Mexicana Universal. Así mismo se destacan en algún color las reinas estatales que representaron al país en alguna franquicia actual o que tuvo la organización nacional a través de los años.
| Franquicias actuales: - Compitió en Miss International. - Compitió en Miss Grand International. - Compitió en Miss Charm. - Compitió en Reina Hispanoamericana. - Compitió en Miss Orb International. - Compitió en Nuestra Latinoamericana Universal. | Antiguas franquicias: - Compitió en Miss Universe. - Compitió en Miss World. - Compitió en Miss Continente Americano. - Compitió en Miss Costa Maya International. - Compitió en Miss Atlántico Internacional. - Compitió en Miss Verano Viña del Mar. - Compitió en Reina de la Atlantida. - Compitió en Reina Internacional del Café. - Compitió en Reina Internacional de las Flores. - Compitió en Señorita Continente Americano. - Compitió en Nuestra Belleza Internacional. |

| Año                                                                               | Reina Titular                                                                           | Originaria                                                                              | Clasificación                                                                           | Premio Especial                                                                         | Notas |
| 2025                                                                              | Blanca Janetzy Cuevas Rodríguez                                                         | Huixquilucan                                                                            | Por Competir                                                                            |                                                                                         | - 1.ª Finalista en Miss México Elite 2023 - Top 16 en Miss México 2023 - Miss Guanajuato 2021 - Nació en Guanajuato                             |
| 2024                                                                              | Debido a cambios en las fechas del certamen nacional, no hubo elección estatal este año | Debido a cambios en las fechas del certamen nacional, no hubo elección estatal este año | Debido a cambios en las fechas del certamen nacional, no hubo elección estatal este año | Debido a cambios en las fechas del certamen nacional, no hubo elección estatal este año | Debido a cambios en las fechas del certamen nacional, no hubo elección estatal este año                                                         |
| 2023                                                                              | Mariana Esthefania Lara García                                                          | Tenancingo                                                                              | Por Competir                                                                            |                                                                                         | |
| 2022                                                                              | Mariana Magdalena López Guerrero                                                        | Naucalpan                                                                               | 2.ª Finalista                                                                           | -                                                                                       | - Por competir en Miss México 2025 - Miss Zacatecas 2025                                                                                        |
| 2021                                                                              | Desiré Velázquez Ayón                                                                   | Toluca                                                                                  | Top 15                                                                                  | -                                                                                       | - Reina de los Juegos Florales del Carnaval Internacional de Mazatlán 2025                                                                      |
| 2020                                                                              | Debido a la contingencia por la pandemia Covid-19, no hubo elección estatal este año    | Debido a la contingencia por la pandemia Covid-19, no hubo elección estatal este año    | Debido a la contingencia por la pandemia Covid-19, no hubo elección estatal este año    | Debido a la contingencia por la pandemia Covid-19, no hubo elección estatal este año    | Debido a la contingencia por la pandemia Covid-19, no hubo elección estatal este año                                                            |
| 2019                                                                              | No se envió candidata este año                                                          | No se envió candidata este año                                                          | No se envió candidata este año                                                          | No se envió candidata este año                                                          | No se envió candidata este año |
| 2018                                                                              | Arantza Ceceña Romero                                                                   | Otzolotepec                                                                             | -                                                                                       | -                                                                                       | - |
| 2017                                                                              | Martha Isabel Chávez López                                                              | Atizapán                                                                                | -                                                                                       | -                                                                                       | - 4.ª Finalista en Nuestra Belleza Estado de México 2015                                                                                        |
| Hasta el año 2016 el titulo estatal fue nombrado Nuestra Belleza Estado de México |                                                                                         |                                                                                         |                                                                                         |                                                                                         | |
| 2016                                                                              | Eliany Rubio Pérez                                                                      | Atizapán                                                                                | -                                                                                       | -                                                                                       | - Miss Tlalnepantla 2014 |
| 2015                                                                              | Lucía Moreno Noriega                                                                    | Toluca                                                                                  | -                                                                                       | -                                                                                       | - |
| 2014                                                                              | Lizbeth Bravo Gutiérrez                                                                 | Cuautitlán Izcalli                                                                      | -                                                                                       | -                                                                                       | - Compitió en Reina Mundial del Oro 2015 - Reina del Oro México 2015 - Compitió en Miss F1 México 2015                                          |
| 2013                                                                              | Jeaninne Laurette Saad Meraz                                                            | Metepec                                                                                 | Top 10                                                                                  | -                                                                                       | - 2.ª Finalista en Miss Líbano Emigrante México 2016 - Compitió en Miss F1 México 2015 - Primera México-libanesa nacida en el Estado de México  |
| 2012                                                                              | Laura Villalobos Cano                                                                   | Metepec                                                                                 | -                                                                                       | -                                                                                       | - 4.ª Finalista en Miss F1 México 2015 |
| 2011                                                                              | Nohemí Hermosillo Villalobos                                                            | Toluca                                                                                  | 1ª Finalista                                                                            | -                                                                                       | - 1ª Finalista en Mexico's Next Top Model 2009                                                                                                  |
| 2010                                                                              | No se envió candidata este año                                                          | No se envió candidata este año                                                          | No se envió candidata este año                                                          | No se envió candidata este año                                                          | No se envió candidata este año |
| 2009                                                                              | Mercedes Gutiérrez Mares                                                                | Toluca                                                                                  | Top 15                                                                                  | -                                                                                       | - |
| 2008                                                                              | No se envió candidata este año                                                          | No se envió candidata este año                                                          | No se envió candidata este año                                                          | No se envió candidata este año                                                          | No se envió candidata este año |
| 2007                                                                              | Verónica Espinosa de la Piedra                                                          | Toluca                                                                                  | -                                                                                       | -                                                                                       | - |
| 2006                                                                              | No se envió candidata este año                                                          | No se envió candidata este año                                                          | No se envió candidata este año                                                          | No se envió candidata este año                                                          | No se envió candidata este año |
| 2005                                                                              | Tannenke Mariscal Gutiérrez                                                             | Toluca                                                                                  | -                                                                                       | -                                                                                       | - |
| 2004                                                                              | No se envió candidata este año                                                          | No se envió candidata este año                                                          | No se envió candidata este año                                                          | No se envió candidata este año                                                          | No se envió candidata este año |
| 2003                                                                              | Priscilla Bustillos Larrañaga                                                           | Toluca                                                                                  | Top 20                                                                                  | -                                                                                       | - |
| 2002                                                                              | No se envió candidata este año                                                          | No se envió candidata este año                                                          | No se envió candidata este año                                                          | No se envió candidata este año                                                          | No se envió candidata este año |
| 2001                                                                              | Eva Geynes Gutiérrez                                                                    | Toluca                                                                                  | -                                                                                       | -                                                                                       | - |
| 2000                                                                              | Airam García Cárdenas                                                                   | Toluca                                                                                  | -                                                                                       | -                                                                                       | - |
| 1999                                                                              | Itzanami Bermúdez Sánchez                                                               | Toluca                                                                                  | Top 15                                                                                  | -                                                                                       | - |
| 1998                                                                              | Karen Maya Helm                                                                         | Toluca                                                                                  | -                                                                                       | -                                                                                       | - |
| 1997                                                                              | Elizabeth Jiménez Dueñas                                                                | Toluca                                                                                  | 3ª Finalista                                                                            | -                                                                                       | - Compitió en el Reinado Internacional de las Flores 1998 - Reina de las Flores México 1998 - 3ª Finalista en Nuestra Belleza Mundo México 1997 |
| 1996                                                                              | Maricela del Carmen Fernández Tovar                                                     | Toluca                                                                                  | -                                                                                       | -                                                                                       | - |
| 1995                                                                              | María Guadalupe Flores                                                                  | Toluca                                                                                  | -                                                                                       | -                                                                                       | - |
| 1994                                                                              | Luz María Zetina Lugo                                                                   | Toluca                                                                                  | Nuestra Belleza México                                                                  | -                                                                                       | - Compitió en Miss Universo 1995 - Nació en Ciudad de México                                                                                    |

## Concursantes designadas
A partir del año 2000, se abrió la posibilidad de que los estados de la República tuvieran más de una candidata, esto como consecuencia de que algunos estados no enviaran candidatas por alguna razón. Las siguientes concursantes del Estado de México fueron invitadas a competir en el certamen nacional junto con la reina titular, obteniendo en algunos casos mejores resultados.

| Año  | Reina Titular                 | Originaria   | Clasificación | Premio Especial | Notas                             |
| 2014 | Vanessa Acero Jaimes          | Huixquilucan | -             | -               | - Compitió en Miss F1 México 2015 |
| 2000 | Susana Arlett Diazayas Jimeno | Toluca       | -             | -               | -                                 |